# 拉爾夫·舒安
拉爾夫·舒安(Ralph Schon，1990年1月20日—）是一名盧森堡的職業足球員，司職守門員，現效力盧森堡國家足球聯賽球會施特拉森運動聯盟。

## 生涯
舒安曾效力諾登02足球俱樂部及施特拉森運動聯盟。
首次為盧森堡披甲於2016年3:1作客戰敗荷蘭的2018年國際足協世界盃外圍賽.